# Панова, Лада Геннадьевна
Ла́да Генна́дьевна Пано́ва (род. 8 февраля 1969) — российский литературовед и лингвист. Кандидат филологических наук.

## Биография
В 1987—1993 годах училась на отделении русского языка и литературы филологического факультета Московского государственного университета имени М. В. Ломоносова (МГУ), освоив также дополнительную специальность «Русский как иностранный». В 1993 году защитила дипломную работу на тему «Тематические поля „время“ и „пространство“ в поэтическом языке О. Э. Мандельштама» под руководством академика М. Л. Гаспарова
В 1994—1995 годах преподавала английский язык в должности ассистента кафедры лексики английского языка факультета иностранных языков МГУ. В 1994—1997 годах обучалась в аспирантуре Института русского языка имени В. В. Виноградова РАН. В 1998 году защитила диссертацию на соискание учёной степени кандидата филологических наук на тему «Пространство и время в поэтическом языке О. Мандельштама» под руководством Михаила Гаспарова.
С 1998 года работает в Институте русского языка имени В. В. Виноградова РАН — младшим научным сотрудником отдела стилистики и языка художественной литературы (в 2006 году преобразован в отдел корпусной лексикографии и лингвистической поэтики) (1998—1999), научным сотрудником (с 1999). В 2003 году опубликовала первую монографию «„Мир“, „пространство“, „время“ в поэзии Осипа Мандельштама».
В 2005—2008 годах — Visiting Scholar при отделении славянских языков и литературы Университета Южной Калифорнии (Лос-Анджелес, США). В 2006 году опубликовала вторую монографию «Русский Египет. Александрийская поэтика Михаила Кузмина». С 2008 года — Visiting Scholar при отделении славянских языков и литературы Университета Калифорнии в Лос-Анджелесе. С 2009 года — докторант Института русского языка имени В. В. Виноградова РАН.
Свободно владеет английским, испанским, итальянским, французским, древнегреческим и латинским языками.
Муж — филолог А. К. Жолковский (род. 1937).

## Научная деятельность
Область научных интересов: поэтика, литературоведение (в том числе язык художественной литературы), авторская картина мира, интертекстуальность, разбор одного произведения; русский модернизм (Осип Мандельштам и Михаил Кузмин, а также Марина Цветаева, Александр Блок, Велимир Хлебников, Дмитрий Мережковский, Даниил Хармс; символисты) и XIX век (Николай Лесков, Даниил Мордовцев и др.); русская литература на фоне европейской, топосы в русской и европейской литературе (Египет, Александрия, Вечная Женственность); лингвистика (семантика и грамматика).
Организатор научной конференции Rereading Russian Modernism: The Case of Mikhail Kuzmin («К реинтерпретации русского модернизма: случай Михаила Кузмина»). США, Университет Южной Калифорнии, 19-20 октября 2007 года (совместно с Александром Жолковским).

## Награды и премии
- Стипендиат американской Программы Фулбрайта (2002—2003)[1]